# ایوان گررو
ایوان گررو (اسپانیایی: Iván Guerrero‎؛ زادهٔ ۳۰ نوامبر ۱۹۷۷) بازیکن فوتبال اهل هندوراس بود.
از باشگاه‌هایی که در آن بازی کرده است می‌توان به باشگاه فوتبال موتاگوا، باشگاه فوتبال شیکاگو فایر، باشگاه فوتبال دی‌سی یونایتد، باشگاه فوتبال پنیارول، باشگاه فوتبال سن خوزه ارث‌کوئیکز، باشگاه فوتبال کلرادو رپیدز، و باشگاه فوتبال کاونتری سیتی اشاره کرد.
وی همچنین در تیم‌های ملی فوتبال زیر ۲۳ سال هندوراس و هندوراس بازی کرده است.